# Velloziella westermanii
Velloziella westermanii är en snyltrotsväxtart som beskrevs av Dusen. Velloziella westermanii ingår i släktet Velloziella och familjen snyltrotsväxter. Inga underarter finns listade i Catalogue of Life.